# Harajmówka
Harajmówka (ukr. Гораймівка, Horajmiwka) – wieś na Ukrainie, w obwodzie wołyńskim, w rejonie kamieńskim.
Do 2020 w rejonie maniewickim.